# Eupithecia farinosa
Eupithecia farinosa är en fjärilsart som beskrevs av Karl Dietze 1913. Eupithecia farinosa ingår i släktet Eupithecia och familjen mätare. Inga underarter finns listade i Catalogue of Life.